# Coupe des Amériques féminine de basket-ball 2023
Navigation
San Juan (2021) 2025
La 17e édition du Coupe des Amériques féminine de basket-ball 2023 (officiellement FIBA Women's AmeriCup 2023) se tient du 1er au 9 juillet 2023 au Mexique,.

## Ville hôte
| León             | León |
| Domo de la Feria | León |
| Capacité : 4 463 | León |

## Nations qualifiées
| Qualification                        | Lieu      | Date                  | Quotas | Qualifiées                             |
| ------------------------------------ | --------- | --------------------- | ------ | -------------------------------------- |
| Pays hôte                            | Miami     | 28 mars 2023          | 1      | Mexique                                |
| Entrée automatique                   |           |                       | 2      | Canada États-Unis                      |
| Championnat d'Amérique du Sud 2022   | San Luis  | 1er - 6 août 2022     | 4      | Brésil Argentine Colombie Venezuela    |
| Championnat d'Amérique centrale 2022 | Chihuahua | 23 - 27 novembre 2022 | 3      | Porto Rico Cuba République dominicaine |

## Format
Les dix équipes seront réparties en deux groupes de cinq équipes. Les quatre meilleures équipes de chaque groupe se qualifient pour les quarts de finale. Une équipe classée première affrontera l'équipe classée quatrième et une équipe classée deuxième contre une équipe classée troisième. Un système à élimination directe sera utilisé après le tour préliminaire.

## Tirage au sort
Le tirage au sort a eu lieu le 10 mai 2023 à Miami aux États-Unis,.

### Compositions
La composition a été confirmée le 9 mai 2023.
| Chapeau 1          | Chapeau 2         | Chapeau 3          | Chapeau 4                   | Chapeau 5          |
| ------------------ | ----------------- | ------------------ | --------------------------- | ------------------ |
| États-UnisT Canada | Porto Rico Brésil | Argentine Colombie | République dominicaine Cuba | MexiqueH Venezuela |

## Résultats

### Premier tour
Légende :
- Quarts de finale

#### Groupe A
| Rang | Équipe          | Pts | J | G | P | Pp  | Pc  | Diff |
| ---- | --------------- | --- | - | - | - | --- | --- | ---- |
| 1    | Brésil          | 8   | 4 | 4 | 0 | 305 | 238 | 67   |
| 2    | États-UnisT     | 7   | 4 | 3 | 1 | 305 | 221 | 84   |
| 3    | Venezuela (+19) | 5   | 4 | 1 | 3 | 292 | 313 | -21  |
| 4    | Argentine (-1)  | 5   | 4 | 1 | 3 | 232 | 243 | -11  |
| 5    | Cuba (-18)      | 5   | 4 | 1 | 3 | 248 | 367 | -119 |

| 1er juillet 2023 | Brésil     | 92–53    | Cuba       |
| 1er juillet 2023 | États-Unis | 80–54    | Venezuela  |
| 2 juillet 2023   | Venezuela  | 76–90    | Brésil     |
| 2 juillet 2023   | Argentine  | 56–65    | États-Unis |
| 3 juillet 2023   | Cuba       | 85–106ap | Venezuela  |
| 3 juillet 2023   | Brésil     | 56–55    | Argentine  |
| 4 juillet 2023   | Argentine  | 63–66    | Cuba       |
| 4 juillet 2023   | États-Unis | 54–67    | Brésil     |
| 5 juillet 2023   | Cuba       | 44–106   | États-Unis |
| 5 juillet 2023   | Venezuela  | 56–58    | Argentine  |

| 1er juillet 2023 12 h 10 UTC−6 | Rapport | Brésil                                            | 92–53                               | Cuba                                                 |  | Affluence : 0 Arbitres : José Fernández Carmelo de la Rosa Kelsey Kisilevich |
| 1er juillet 2023 12 h 10 UTC−6 | Rapport | Score par quart-temps : 29-14, 20-17, 19-16, 24-6 |                                     |                                                      |  | Affluence : 0 Arbitres : José Fernández Carmelo de la Rosa Kelsey Kisilevich |
| 1er juillet 2023 12 h 10 UTC−6 | Rapport | Score par mi-temps : 49-31, 43-22                 |                                     |                                                      |  | Affluence : 0 Arbitres : José Fernández Carmelo de la Rosa Kelsey Kisilevich |
| 1er juillet 2023 12 h 10 UTC−6 | Rapport | Gonçalves, 16 Soares, 8 Gonçalo, 7 Soares, 23     | Points Rebonds Passes d. Évaluation | Hamzová, 14 Březinová, 7 Stoupalová, 3 Březinová, 17 |  | Affluence : 0 Arbitres : José Fernández Carmelo de la Rosa Kelsey Kisilevich |

| 1er juillet 2023 14 h 40 UTC−6 | Rapport | États-Unis                                        | 80–54                               | Venezuela                                |  | Affluence : 0 Arbitres : Felipe Ibarra Norval Young Juan Valenzuela |
| 1er juillet 2023 14 h 40 UTC−6 | Rapport | Score par quart-temps : 20–5, 26–11, 20–14, 14–24 |                                     |                                          |  | Affluence : 0 Arbitres : Felipe Ibarra Norval Young Juan Valenzuela |
| 1er juillet 2023 14 h 40 UTC−6 | Rapport | Score par mi-temps : 46–16, 34–38                 |                                     |                                          |  | Affluence : 0 Arbitres : Felipe Ibarra Norval Young Juan Valenzuela |
| 1er juillet 2023 14 h 40 UTC−6 | Rapport | Reese, 11 Marshall, 14 Marshall, 4 Marshall, 18   | Points Rebonds Passes d. Évaluation | Wallen, 14 Wallen, 4 Pérez, 7 Wallen, 13 |  | Affluence : 0 Arbitres : Felipe Ibarra Norval Young Juan Valenzuela |

| 2 juillet 2023 12 h 10 UTC−6 | Rapport | Venezuela                                          | 76–90                               | Brésil                                     |  | Affluence : 0 Arbitres : Alexis Mercado Kelsey Kisilevich Aline García |
| 2 juillet 2023 12 h 10 UTC−6 | Rapport | Score par quart-temps : 18-23, 18-23, 21-15, 19-29 |                                     |                                            |  | Affluence : 0 Arbitres : Alexis Mercado Kelsey Kisilevich Aline García |
| 2 juillet 2023 12 h 10 UTC−6 | Rapport | Score par mi-temps : 36-46, 40-44                  |                                     |                                            |  | Affluence : 0 Arbitres : Alexis Mercado Kelsey Kisilevich Aline García |
| 2 juillet 2023 12 h 10 UTC−6 | Rapport | Wallen, 20 Pérez, 7 Durán, 5 Wallen, 18            | Points Rebonds Passes d. Évaluation | Dantas, 17 Soares, 15 Paixão, 5 Soares, 33 |  | Affluence : 0 Arbitres : Alexis Mercado Kelsey Kisilevich Aline García |

| 2 juillet 2023 14 h 40 UTC−6 | Rapport | Argentine                                          | 56–65                               | États-Unis                               |  | Affluence : 0 Arbitres : Felipe Ibarra José Fernández Orlando Varela |
| 2 juillet 2023 14 h 40 UTC−6 | Rapport | Score par quart-temps : 18–19, 11–14, 11–16, 16–16 |                                     |                                          |  | Affluence : 0 Arbitres : Felipe Ibarra José Fernández Orlando Varela |
| 2 juillet 2023 14 h 40 UTC−6 | Rapport | Score par mi-temps : 29–33, 27–32                  |                                     |                                          |  | Affluence : 0 Arbitres : Felipe Ibarra José Fernández Orlando Varela |
| 2 juillet 2023 14 h 40 UTC−6 | Rapport | Boquete, 16 Gretter, 9 Gretter, 9 Gretter, 21      | Points Rebonds Passes d. Évaluation | Jackson, 17 Reese, 15 Kelly, 4 Betts, 18 |  | Affluence : 0 Arbitres : Felipe Ibarra José Fernández Orlando Varela |

| 3 juillet 2023 12 h 10 UTC−6 | Rapport | Cuba                                                                     | 85–106                              | Venezuela                                  | OT | Affluence : 0 Arbitres : Kelsey Kisilevich Norval Young Aline García |
| 3 juillet 2023 12 h 10 UTC−6 | Rapport | Score par quart-temps : 21-23, 21-14, 21-13, 13-26 ; prolongation : 9-30 |                                     |                                            | OT | Affluence : 0 Arbitres : Kelsey Kisilevich Norval Young Aline García |
| 3 juillet 2023 12 h 10 UTC−6 | Rapport | Score par mi-temps : 42-37, 34-39                                        |                                     |                                            | OT | Affluence : 0 Arbitres : Kelsey Kisilevich Norval Young Aline García |
| 3 juillet 2023 12 h 10 UTC−6 | Rapport | Amargo, 18 Vargas, 10 Armentero, 9 Jourdain, 15                          | Points Rebonds Passes d. Évaluation | Wallen, 34 Wallen, 12 Pérez, 12 Wallen, 42 | OT | Affluence : 0 Arbitres : Kelsey Kisilevich Norval Young Aline García |

| 3 juillet 2023 14 h 40 UTC−6 | Rapport | Brésil                                           | 56–55                               | Argentine                                     |  | Affluence : 0 Arbitres : Alexis Mercado Orlando Varela Carmelo de la Rosa |
| 3 juillet 2023 14 h 40 UTC−6 | Rapport | Score par quart-temps : 9–14, 20–12, 21–15, 6–14 |                                     |                                               |  | Affluence : 0 Arbitres : Alexis Mercado Orlando Varela Carmelo de la Rosa |
| 3 juillet 2023 14 h 40 UTC−6 | Rapport | Score par mi-temps : 29–26, 27–29                |                                     |                                               |  | Affluence : 0 Arbitres : Alexis Mercado Orlando Varela Carmelo de la Rosa |
| 3 juillet 2023 14 h 40 UTC−6 | Rapport | Dantas, 13 De Souza, 10 Paixão, 4 Paixão, 10     | Points Rebonds Passes d. Évaluation | Boquete, 14 Gretter, 7 Gretter, 4 Boquete, 15 |  | Affluence : 0 Arbitres : Alexis Mercado Orlando Varela Carmelo de la Rosa |

| 4 juillet 2023 12 h 10 UTC−6 | Rapport | Argentine                                          | 63–66                               | Cuba                                      |  | Affluence : 0 Arbitres : Carmelo de la Rosa Norval Young Alexis Mercado |
| 4 juillet 2023 12 h 10 UTC−6 | Rapport | Score par quart-temps : 11-17, 17-13, 17-16, 18-20 |                                     |                                           |  | Affluence : 0 Arbitres : Carmelo de la Rosa Norval Young Alexis Mercado |
| 4 juillet 2023 12 h 10 UTC−6 | Rapport | Score par mi-temps : 28-30, 35-36                  |                                     |                                           |  | Affluence : 0 Arbitres : Carmelo de la Rosa Norval Young Alexis Mercado |
| 4 juillet 2023 12 h 10 UTC−6 | Rapport | Boquete, 21 Gretter, 9 Gretter, 7 Boquete, 23      | Points Rebonds Passes d. Évaluation | Amargo, 25 Vargas, 10 Tanis, 3 Amargo, 16 |  | Affluence : 0 Arbitres : Carmelo de la Rosa Norval Young Alexis Mercado |

| 4 juillet 2023 14 h 40 UTC−6 | Rapport | États-Unis                                         | 54–67                               | Brésil                                      |  | Affluence : 0 Arbitres : Kelsey Kisilevich José Fernández Aline García |
| 4 juillet 2023 14 h 40 UTC−6 | Rapport | Score par quart-temps : 12–15, 13–20, 14–14, 15–18 |                                     |                                             |  | Affluence : 0 Arbitres : Kelsey Kisilevich José Fernández Aline García |
| 4 juillet 2023 14 h 40 UTC−6 | Rapport | Score par mi-temps : 25–35, 29–32                  |                                     |                                             |  | Affluence : 0 Arbitres : Kelsey Kisilevich José Fernández Aline García |
| 4 juillet 2023 14 h 40 UTC−6 | Rapport | Betts, 11 Betts, 15 Osborne, 2 Betts, 27           | Points Rebonds Passes d. Évaluation | Paixão, 23 De Souza, 7 Paixão, 3 Paixão, 23 |  | Affluence : 0 Arbitres : Kelsey Kisilevich José Fernández Aline García |

| 5 juillet 2023 12 h 10 UTC−6 | Rapport | Cuba                                              | 44–106                              | États-Unis                             |  | Affluence : 0 Arbitres : Orlando Varela Felipe Ibarra José Fernández |
| 5 juillet 2023 12 h 10 UTC−6 | Rapport | Score par quart-temps : 14-27, 4-33, 10-23, 16-23 |                                     |                                        |  | Affluence : 0 Arbitres : Orlando Varela Felipe Ibarra José Fernández |
| 5 juillet 2023 12 h 10 UTC−6 | Rapport | Score par mi-temps : 18-60, 26-46                 |                                     |                                        |  | Affluence : 0 Arbitres : Orlando Varela Felipe Ibarra José Fernández |
| 5 juillet 2023 12 h 10 UTC−6 | Rapport | Tanis, 10 Vargas, 7 Despaigne, 2 Claro, 8         | Points Rebonds Passes d. Évaluation | Betts, 17 Betts, 14 Kelly, 7 Betts, 32 |  | Affluence : 0 Arbitres : Orlando Varela Felipe Ibarra José Fernández |

| 5 juillet 2023 17 h 40 UTC−6 | Rapport | Venezuela                                         | 56–58                               | Argentine                                    |  | Affluence : 0 Arbitres : Krishna Domínguez Kelsey Kisilevich Aline García |
| 5 juillet 2023 17 h 40 UTC−6 | Rapport | Score par quart-temps : 16-23, 13-12, 16-9, 11-14 |                                     |                                              |  | Affluence : 0 Arbitres : Krishna Domínguez Kelsey Kisilevich Aline García |
| 5 juillet 2023 17 h 40 UTC−6 | Rapport | Score par mi-temps : 29-35, 27-23                 |                                     |                                              |  | Affluence : 0 Arbitres : Krishna Domínguez Kelsey Kisilevich Aline García |
| 5 juillet 2023 17 h 40 UTC−6 | Rapport | Wallen, 14 Wallen, 7 Márquez, 4 Wallen, 21        | Points Rebonds Passes d. Évaluation | Chagas, 16 Gretter, 9 Gretter, 9 Gretter, 15 |  | Affluence : 0 Arbitres : Krishna Domínguez Kelsey Kisilevich Aline García |

#### Groupe B
| Rang | Équipe                 | Pts | J | G | P | Pp  | Pc  | Diff |
| ---- | ---------------------- | --- | - | - | - | --- | --- | ---- |
| 1    | Canada                 | 8   | 4 | 4 | 0 | 344 | 207 | 137  |
| 2    | Porto Rico             | 7   | 4 | 3 | 1 | 253 | 257 | -4   |
| 3    | Colombie               | 6   | 4 | 2 | 2 | 246 | 250 | -4   |
| 4    | MexiqueH               | 5   | 4 | 1 | 3 | 232 | 274 | -42  |
| 5    | République dominicaine | 4   | 4 | 0 | 4 | 213 | 300 | -87  |

| 1er juillet 2023 | Porto Rico             | 63–62 | Colombie               |
| 1er juillet 2023 | Mexique                | 69–62 | République dominicaine |
| 2 juillet 2023   | République dominicaine | 47–73 | Porto Rico             |
| 2 juillet 2023   | Canada                 | 83–57 | Mexique                |
| 3 juillet 2023   | Colombie               | 70–56 | République dominicaine |
| 3 juillet 2023   | Porto Rico             | 47–84 | Canada                 |
| 4 juillet 2023   | Canada                 | 89–55 | Colombie               |
| 4 juillet 2023   | Mexique                | 64–70 | Porto Rico             |
| 5 juillet 2023   | République dominicaine | 48–88 | Canada                 |
| 5 juillet 2023   | Colombie               | 59–42 | Mexique                |

| 1er juillet 2023 17 h 40 UTC−6 | Rapport | Porto Rico                                          | 63–62                               | Colombie                               |  | Affluence : 0 Arbitres : Juan Fernández Orlando Varela Larissa Sales |
| 1er juillet 2023 17 h 40 UTC−6 | Rapport | Score par quart-temps : 10-19, 17-21, 22-11, 14-11  |                                     |                                        |  | Affluence : 0 Arbitres : Juan Fernández Orlando Varela Larissa Sales |
| 1er juillet 2023 17 h 40 UTC−6 | Rapport | Score par mi-temps : 27-40, 36-22                   |                                     |                                        |  | Affluence : 0 Arbitres : Juan Fernández Orlando Varela Larissa Sales |
| 1er juillet 2023 17 h 40 UTC−6 | Rapport | Gwathmey, 20 Gwathmey, 8 Guirantes, 5 Guirantes, 20 | Points Rebonds Passes d. Évaluation | Muñoz, 14 González, 9 López, 7 Paz, 21 |  | Affluence : 0 Arbitres : Juan Fernández Orlando Varela Larissa Sales |

| 1er juillet 2023 20 h 10 UTC−6 | Rapport | Mexique                                            | 69–62                               | République dominicaine                            |  | Affluence : 0 Arbitres : Ashley Gloss Fernando Leite Franco Anselmo |
| 1er juillet 2023 20 h 10 UTC−6 | Rapport | Score par quart-temps : 14–19, 20–11, 14–17, 21–15 |                                     |                                                   |  | Affluence : 0 Arbitres : Ashley Gloss Fernando Leite Franco Anselmo |
| 1er juillet 2023 20 h 10 UTC−6 | Rapport | Score par mi-temps : 34–30, 35–32                  |                                     |                                                   |  | Affluence : 0 Arbitres : Ashley Gloss Fernando Leite Franco Anselmo |
| 1er juillet 2023 20 h 10 UTC−6 | Rapport | Payán, 15 Ramos, 7 Beltrán, 8 Ramos, 19            | Points Rebonds Passes d. Évaluation | Martínez, 18 Martínez, 9 Martínez, 4 Martínez, 25 |  | Affluence : 0 Arbitres : Ashley Gloss Fernando Leite Franco Anselmo |

| 2 juillet 2023 17 h 40 UTC−6 | Rapport | République dominicaine                                | 47–73                               | Porto Rico                                                 |  | Affluence : 0 Arbitres : Juan Fernández Larissa Sales Franco Anselmo |
| 2 juillet 2023 17 h 40 UTC−6 | Rapport | Score par quart-temps : 11-22, 13-17, 15-14, 8-20     |                                     |                                                            |  | Affluence : 0 Arbitres : Juan Fernández Larissa Sales Franco Anselmo |
| 2 juillet 2023 17 h 40 UTC−6 | Rapport | Score par mi-temps : 24-39, 23-34                     |                                     |                                                            |  | Affluence : 0 Arbitres : Juan Fernández Larissa Sales Franco Anselmo |
| 2 juillet 2023 17 h 40 UTC−6 | Rapport | Capellán, 12 De los Santos, 8 Jiménez, 5 Capellán, 14 | Points Rebonds Passes d. Évaluation | Guirantes, 16 Hollingshed, 13 Guirantes, 4 Hollingshed, 17 |  | Affluence : 0 Arbitres : Juan Fernández Larissa Sales Franco Anselmo |

| 2 juillet 2023 20 h 10 UTC−6 | Rapport | Canada                                            | 83–57                               | Mexique                                 |  | Affluence : 0 Arbitres : Ashley Gloss Fernando Leite Micaela Prado |
| 2 juillet 2023 20 h 10 UTC−6 | Rapport | Score par quart-temps : 23–7, 11–14, 27–14, 22–22 |                                     |                                         |  | Affluence : 0 Arbitres : Ashley Gloss Fernando Leite Micaela Prado |
| 2 juillet 2023 20 h 10 UTC−6 | Rapport | Score par mi-temps : 34–21, 49–36                 |                                     |                                         |  | Affluence : 0 Arbitres : Ashley Gloss Fernando Leite Micaela Prado |
| 2 juillet 2023 20 h 10 UTC−6 | Rapport | Colley, 19 Alexander, 18 Colley, 4 Alexander, 21  | Points Rebonds Passes d. Évaluation | Payán, 10 Ramos, 6 Gallegos, 3 Luna, 13 |  | Affluence : 0 Arbitres : Ashley Gloss Fernando Leite Micaela Prado |

| 3 juillet 2023 17 h 40 UTC−6 | Rapport | Colombie                                          | 70–56                               | République dominicaine                                 |  | Affluence : 0 Arbitres : Ashley Gloss Larissa Sales Leydys Castellón |
| 3 juillet 2023 17 h 40 UTC−6 | Rapport | Score par quart-temps : 14-7, 25-13, 13-14, 18-22 |                                     |                                                        |  | Affluence : 0 Arbitres : Ashley Gloss Larissa Sales Leydys Castellón |
| 3 juillet 2023 17 h 40 UTC−6 | Rapport | Score par mi-temps : 39-20, 31-36                 |                                     |                                                        |  | Affluence : 0 Arbitres : Ashley Gloss Larissa Sales Leydys Castellón |
| 3 juillet 2023 17 h 40 UTC−6 | Rapport | Muñoz, 23 Paz, 9 Muñoz, 4 Muñoz, 22               | Points Rebonds Passes d. Évaluation | Capellan, 14 A. Jiménez, 8 Evangelista, 4 Capellan, 13 |  | Affluence : 0 Arbitres : Ashley Gloss Larissa Sales Leydys Castellón |

| 3 juillet 2023 20 h 10 UTC−6 | Rapport | Porto Rico                                                   | 47–84                               | Canada                                             |  | Affluence : 0 Arbitres : Juan Fernández Fernando Leite Franco Anselmo |
| 3 juillet 2023 20 h 10 UTC−6 | Rapport | Score par quart-temps : 16–19, 12–15, 14–25, 5–25            |                                     |                                                    |  | Affluence : 0 Arbitres : Juan Fernández Fernando Leite Franco Anselmo |
| 3 juillet 2023 20 h 10 UTC−6 | Rapport | Score par mi-temps : 28–34, 19–50                            |                                     |                                                    |  | Affluence : 0 Arbitres : Juan Fernández Fernando Leite Franco Anselmo |
| 3 juillet 2023 20 h 10 UTC−6 | Rapport | Hollingshed, 10 Hollingshed, 8 San Antonio, 5 Hollingshed, 7 | Points Rebonds Passes d. Évaluation | Edwards, 14 Alexander, 13 Edwards, 5 Alexander, 21 |  | Affluence : 0 Arbitres : Juan Fernández Fernando Leite Franco Anselmo |

| 4 juillet 2023 17 h 40 UTC−6 | Rapport | Canada                                            | 89–55                               | Colombie                                |  | Affluence : 0 Arbitres : Juan Fernández Ashley Gloss Leydys Castellón |
| 4 juillet 2023 17 h 40 UTC−6 | Rapport | Score par quart-temps : 22–14, 25–19, 23–9, 19–13 |                                     |                                         |  | Affluence : 0 Arbitres : Juan Fernández Ashley Gloss Leydys Castellón |
| 4 juillet 2023 17 h 40 UTC−6 | Rapport | Score par mi-temps : 47–33, 42–22                 |                                     |                                         |  | Affluence : 0 Arbitres : Juan Fernández Ashley Gloss Leydys Castellón |
| 4 juillet 2023 17 h 40 UTC−6 | Rapport | Fields, 15 Alexander, 10 Edwards, 4 Alexander, 16 | Points Rebonds Passes d. Évaluation | Delgado, 22 Paz, 9 López, 3 Delgado, 22 |  | Affluence : 0 Arbitres : Juan Fernández Ashley Gloss Leydys Castellón |

| 4 juillet 2023 20 h 10 UTC−6 | Rapport | Mexique                                           | 64–70                               | Porto Rico                                             |  | Affluence : 0 Arbitres : Orlando Varela Felipe Ibarra Micaela Prado |
| 4 juillet 2023 20 h 10 UTC−6 | Rapport | Score par quart-temps : 15-17, 17-17, 23-17, 9-19 |                                     |                                                        |  | Affluence : 0 Arbitres : Orlando Varela Felipe Ibarra Micaela Prado |
| 4 juillet 2023 20 h 10 UTC−6 | Rapport | Score par mi-temps : 32-34, 32-36                 |                                     |                                                        |  | Affluence : 0 Arbitres : Orlando Varela Felipe Ibarra Micaela Prado |
| 4 juillet 2023 20 h 10 UTC−6 | Rapport | Ramos, 18 Luna, 7 Beltrán, 7 Ramos, 18            | Points Rebonds Passes d. Évaluation | Guirantes, 25 Guirantes, 10 Guirantes, 5 Guirantes, 29 |  | Affluence : 0 Arbitres : Orlando Varela Felipe Ibarra Micaela Prado |

| 5 juillet 2023 14 h 40 UTC−6 | Rapport | République dominicaine                                   | 48–88                               | Canada                                            |  | Affluence : 0 Arbitres : Ashley Gloss Micaela Prado Larissa Rodrigues |
| 5 juillet 2023 14 h 40 UTC−6 | Rapport | Score par quart-temps : 7-22, 18-19, 10-23, 13-24        |                                     |                                                   |  | Affluence : 0 Arbitres : Ashley Gloss Micaela Prado Larissa Rodrigues |
| 5 juillet 2023 14 h 40 UTC−6 | Rapport | Score par mi-temps : 25-41, 23-47                        |                                     |                                                   |  | Affluence : 0 Arbitres : Ashley Gloss Micaela Prado Larissa Rodrigues |
| 5 juillet 2023 14 h 40 UTC−6 | Rapport | Jiménez, 13 De los Santos, 5 De los Santos, 3 Jiménez, 8 | Points Rebonds Passes d. Évaluation | Prosper, 13 Alexander, 11 Fields, 4 Alexander, 19 |  | Affluence : 0 Arbitres : Ashley Gloss Micaela Prado Larissa Rodrigues |

| 5 juillet 2023 20 h 10 UTC−6 | Rapport | Colombie                                         | 59–42                               | Mexique                                   |  | Affluence : 0 Arbitres : Fernando Leite Franco Anselmo Leydys Castellón |
| 5 juillet 2023 20 h 10 UTC−6 | Rapport | Score par quart-temps : 9-13, 17-13, 20-6, 13-10 |                                     |                                           |  | Affluence : 0 Arbitres : Fernando Leite Franco Anselmo Leydys Castellón |
| 5 juillet 2023 20 h 10 UTC−6 | Rapport | Score par mi-temps : 26-26, 33-16                |                                     |                                           |  | Affluence : 0 Arbitres : Fernando Leite Franco Anselmo Leydys Castellón |
| 5 juillet 2023 20 h 10 UTC−6 | Rapport | Muñoz, 17 Muñoz, 8 Rios, 5 Muñoz, 18             | Points Rebonds Passes d. Évaluation | Beltrán, 12 Ramos, 7 Ramos, 5 Beltrán, 11 |  | Affluence : 0 Arbitres : Fernando Leite Franco Anselmo Leydys Castellón |

### Phase finale

#### Tableau final
|  | Quarts de finale | Quarts de finale | Quarts de finale | Quarts de finale |    |        | Demi-finales   | Demi-finales   | Demi-finales                  | Demi-finales                  |                               |                               | Finale         | Finale         | Finale         | Finale         |
|  |                  |                  |                  |                  |    |        |                |                |                               |                               |                               |                               |                |                |                |                |
|  | 7 juillet 2023   | 7 juillet 2023   | 7 juillet 2023   | 7 juillet 2023   |    |        | 8 juillet 2023 | 8 juillet 2023 | 8 juillet 2023                | 8 juillet 2023                |                               |                               | 9 juillet 2023 | 9 juillet 2023 | 9 juillet 2023 | 9 juillet 2023 |
|  | 7 juillet 2023   | 7 juillet 2023   | 7 juillet 2023   | 7 juillet 2023   |    |        | 8 juillet 2023 | 8 juillet 2023 | 8 juillet 2023                | 8 juillet 2023                |                               |                               | 9 juillet 2023 | 9 juillet 2023 | 9 juillet 2023 | 9 juillet 2023 |
|  | A1               | Brésil           | 83               | 83               |    |        | 8 juillet 2023 | 8 juillet 2023 | 8 juillet 2023                | 8 juillet 2023                |                               |                               | 9 juillet 2023 | 9 juillet 2023 | 9 juillet 2023 | 9 juillet 2023 |
|  | A1               | Brésil           | 83               | 83               |    |        | 8 juillet 2023 | 8 juillet 2023 | 8 juillet 2023                | 8 juillet 2023                |                               |                               | 9 juillet 2023 | 9 juillet 2023 | 9 juillet 2023 | 9 juillet 2023 |
|  | B4               | Mexique          | 61               | 61               |    |        | 8 juillet 2023 | 8 juillet 2023 | 8 juillet 2023                | 8 juillet 2023                |                               |                               | 9 juillet 2023 | 9 juillet 2023 | 9 juillet 2023 | 9 juillet 2023 |
|  | B4               | Mexique          | 61               | 61               | A1 | Brésil | 85             | 85             |                               |                               |                               |                               | 9 juillet 2023 | 9 juillet 2023 | 9 juillet 2023 | 9 juillet 2023 |
|  | 7 juillet 2023   |                  |                  |                  | A1 | Brésil | 85             | 85             |                               |                               |                               |                               | 9 juillet 2023 | 9 juillet 2023 | 9 juillet 2023 | 9 juillet 2023 |
|  |                  |                  | B2               | Porto Rico       | 74 | 74     |                |                |                               |                               |                               |                               | 9 juillet 2023 | 9 juillet 2023 | 9 juillet 2023 | 9 juillet 2023 |
|  | B2               | Porto Rico       | B2               | Porto Rico       | 74 | 74     | 89ap           | 89ap           |                               |                               |                               |                               | 9 juillet 2023 | 9 juillet 2023 | 9 juillet 2023 | 9 juillet 2023 |
|  | B2               | Porto Rico       | 8 juillet 2023   |                  |    |        | 89ap           | 89ap           |                               |                               |                               |                               | 9 juillet 2023 | 9 juillet 2023 | 9 juillet 2023 | 9 juillet 2023 |
|  | A3               | Venezuela        | 86               | 86               |    |        |                |                |                               |                               |                               |                               | 9 juillet 2023 | 9 juillet 2023 | 9 juillet 2023 | 9 juillet 2023 |
|  | A3               | Venezuela        | 86               | 86               | A1 | Brésil | 69             | 69             |                               |                               |                               |                               |                |                |                |                |
|  | 7 juillet 2023   |                  |                  |                  | A1 | Brésil | 69             | 69             |                               |                               |                               |                               |                |                |                |                |
|  |                  |                  | A2               | États-Unis       | 58 | 58     |                |                |                               |                               |                               |                               |                |                |                |                |
|  | B1               | Canada           | A2               | États-Unis       | 58 | 58     | 68             | 68             |                               |                               |                               |                               |                |                |                |                |
|  | B1               | Canada           |                  |                  |    |        |                |                |                               |                               |                               |                               |                |                |                |                |
|  | A4               | Argentine        | 60               | 60               |    |        |                |                |                               |                               |                               |                               |                |                |                |                |
|  | A4               | Argentine        | 60               | 60               | B1 | Canada | 63             | 63             | Match pour la troisième place | Match pour la troisième place | Match pour la troisième place | Match pour la troisième place |                |                |                |                |
|  | 7 juillet 2023   |                  |                  |                  | B1 | Canada | 63             | 63             | Match pour la troisième place | Match pour la troisième place | Match pour la troisième place | Match pour la troisième place |                |                |                |                |
|  |                  |                  | A2               | États-Unis       | 67 | 67     |                |                | 9 juillet 2023                | 9 juillet 2023                | 9 juillet 2023                | 9 juillet 2023                |                |                |                |                |
|  | A2               | États-Unis       | A2               | États-Unis       | 67 | 67     | 68             | 68             | 9 juillet 2023                | 9 juillet 2023                | 9 juillet 2023                | 9 juillet 2023                |                |                |                |                |
|  | A2               | États-Unis       |                  |                  |    |        |                | 68             |                               |                               | B2                            | Porto Rico                    | 73             | 73             |                |                |
|  | B3               | Colombie         | 49               | 49               |    |        |                |                |                               |                               | B2                            | Porto Rico                    | 73             | 73             |                |                |
|  | B3               | Colombie         | 49               | 49               | B1 | Canada | 80             | 80             |                               |                               |                               |                               |                |                |                |                |
|  |                  |                  |                  |                  |    |        |                |                |                               |                               |                               |                               |                |                |                |                |

#### Quarts de finale
| 7 juillet 2023 12 h 10 UTC−6 | Rapport | États-Unis                                        | 68–49                               | Colombie                          |  | Affluence : 0 Arbitres : Fernando Leite José Fernández Aline García |
| 7 juillet 2023 12 h 10 UTC−6 | Rapport | Score par quart-temps : 23–11, 20–18, 10–12, 15–8 |                                     |                                   |  | Affluence : 0 Arbitres : Fernando Leite José Fernández Aline García |
| 7 juillet 2023 12 h 10 UTC−6 | Rapport | Score par mi-temps : 43–29, 25–20                 |                                     |                                   |  | Affluence : 0 Arbitres : Fernando Leite José Fernández Aline García |
| 7 juillet 2023 12 h 10 UTC−6 | Rapport | Betts, 16 Reese, 18 Osborne, 4 Betts, 25          | Points Rebonds Passes d. Évaluation | Rios, 12 Rios, 8 Rios, 6 Rios, 17 |  | Affluence : 0 Arbitres : Fernando Leite José Fernández Aline García |

| 7 juillet 2023 14 h 40 UTC−6 | Rapport | Porto Rico                                                               | 89–86                               | Venezuela                                | OT | Affluence : 0 Arbitres : Kristian Paez Kelsey Kisilevich Felipe Ibarra |
| 7 juillet 2023 14 h 40 UTC−6 | Rapport | Score par quart-temps : 22–17, 22–18, 20–23, 15–21 ; prolongation : 10–7 |                                     |                                          | OT | Affluence : 0 Arbitres : Kristian Paez Kelsey Kisilevich Felipe Ibarra |
| 7 juillet 2023 14 h 40 UTC−6 | Rapport | Score par mi-temps : 44–35, 35–44                                        |                                     |                                          | OT | Affluence : 0 Arbitres : Kristian Paez Kelsey Kisilevich Felipe Ibarra |
| 7 juillet 2023 14 h 40 UTC−6 | Rapport | Guirantes, 29 Guirantes, 8 O'Neill, 3 Guirantes, 37                      | Points Rebonds Passes d. Évaluation | Durán, 24 Wallen, 10 Pérez, 5 Wallen, 30 | OT | Affluence : 0 Arbitres : Kristian Paez Kelsey Kisilevich Felipe Ibarra |

| 7 juillet 2023 17 h 40 UTC−6 | Rapport | Canada                                            | 68–60                               | Argentine                                |  | Affluence : 0 Arbitres : Daniel García Krishna Domínguez Orlando Varela |
| 7 juillet 2023 17 h 40 UTC−6 | Rapport | Score par quart-temps : 18–20, 20–10, 16–21, 14–9 |                                     |                                          |  | Affluence : 0 Arbitres : Daniel García Krishna Domínguez Orlando Varela |
| 7 juillet 2023 17 h 40 UTC−6 | Rapport | Score par mi-temps : 38–30, 30–30                 |                                     |                                          |  | Affluence : 0 Arbitres : Daniel García Krishna Domínguez Orlando Varela |
| 7 juillet 2023 17 h 40 UTC−6 | Rapport | Fields, 22 Edwards, 16 Colley, 7 Edwards, 24      | Points Rebonds Passes d. Évaluation | Mungo, 12 Chagas, 6 Chagas, 3 Chagas, 13 |  | Affluence : 0 Arbitres : Daniel García Krishna Domínguez Orlando Varela |

| 7 juillet 2023 20 h 10 UTC−6 | Rapport | Brésil                                            | 83–61                               | Mexique                                |  | Affluence : 0 Arbitres : Juan Fernández Micaela Prado Leydys Castellón |
| 7 juillet 2023 20 h 10 UTC−6 | Rapport | Score par quart-temps : 19–18, 19–15, 23–8, 22–20 |                                     |                                        |  | Affluence : 0 Arbitres : Juan Fernández Micaela Prado Leydys Castellón |
| 7 juillet 2023 20 h 10 UTC−6 | Rapport | Score par mi-temps : 38–33, 45–28                 |                                     |                                        |  | Affluence : 0 Arbitres : Juan Fernández Micaela Prado Leydys Castellón |
| 7 juillet 2023 20 h 10 UTC−6 | Rapport | Monteiro, 14 Paixão, 13 Paixão, 4 Paixão, 19      | Points Rebonds Passes d. Évaluation | Luna, 12 Ramos, 8 Ramírez, 6 Ramos, 14 |  | Affluence : 0 Arbitres : Juan Fernández Micaela Prado Leydys Castellón |

#### Match pour la3eplace
| 9 juillet 2023 15 h 30 UTC−6 | Rapport | Porto Rico                                              | 73–80                               | Canada                                         |  | Affluence : 0 Arbitres : Krishna Domínguez Felipe Ibarra Micaela Prado |
| 9 juillet 2023 15 h 30 UTC−6 | Rapport | Score par quart-temps : 17–22, 20–16, 21–26, 15–16      |                                     |                                                |  | Affluence : 0 Arbitres : Krishna Domínguez Felipe Ibarra Micaela Prado |
| 9 juillet 2023 15 h 30 UTC−6 | Rapport | Score par mi-temps : 37–38, 36–42                       |                                     |                                                |  | Affluence : 0 Arbitres : Krishna Domínguez Felipe Ibarra Micaela Prado |
| 9 juillet 2023 15 h 30 UTC−6 | Rapport | Guirantes, 27 Hollingshed, 8 Guirantes, 5 Guirantes, 28 | Points Rebonds Passes d. Évaluation | Fields, 19 Alexander, 19 Hill, 5 Alexander, 20 |  | Affluence : 0 Arbitres : Krishna Domínguez Felipe Ibarra Micaela Prado |

#### Finale
| 9 juillet 2023 18 h 30 UTC−6 | Rapport | Brésil                                            | 69–58                               | États-Unis                                   |  | Affluence : 0 Arbitres : Daniel García Juan Fernández Kelsey Kisilevich |
| 9 juillet 2023 18 h 30 UTC−6 | Rapport | Score par quart-temps : 14–16, 21–21, 25–10, 9–11 |                                     |                                              |  | Affluence : 0 Arbitres : Daniel García Juan Fernández Kelsey Kisilevich |
| 9 juillet 2023 18 h 30 UTC−6 | Rapport | Score par mi-temps : 35–37, 34–21                 |                                     |                                              |  | Affluence : 0 Arbitres : Daniel García Juan Fernández Kelsey Kisilevich |
| 9 juillet 2023 18 h 30 UTC−6 | Rapport | Soares, 20 Soares, 11 Paixão, 5 Soares, 26        | Points Rebonds Passes d. Évaluation | Jackson, 22 Betts, 11 Osborne, 4 Jackson, 21 |  | Affluence : 0 Arbitres : Daniel García Juan Fernández Kelsey Kisilevich |

## Classement final
| Place                                    | Équipe                 | J | V/D | Classement mondial de la FIBA | Classement mondial de la FIBA | Classement mondial de la FIBA |
| Place                                    | Équipe                 | J | V/D | Ancien                        | Nouveau                       | +/−                           |
| ---------------------------------------- | ---------------------- | - | --- | ----------------------------- | ----------------------------- | ----------------------------- |
| Médaille d'or, Amérique                  | Brésil                 | 7 | 7–0 | 15                            | 8                             | +7                            |
| Médaille d'argent, Amérique              | États-Unis             | 7 | 5–2 | 1                             | 1                             | 0                             |
| Médaille de bronze, Amérique             | Canada                 | 7 | 6–1 | 5                             | 5                             | 0                             |
| 4                                        | Porto Rico             | 7 | 4–3 | 10                            | 12                            | -2                            |
| Éliminés en quarts de finale             |                        |   |     |                               |                               |                               |
| 5                                        | Colombie               | 5 | 2–3 | 32                            | 30                            | +2                            |
| 6                                        | Venezuela              | 5 | 1–4 | 46                            | 42                            | +4                            |
| 7                                        | Argentine              | 5 | 1–4 | 30                            | 31                            | -1                            |
| 8                                        | Mexique H              | 5 | 1–4 | 45                            | 43                            | +2                            |
| Éliminés à l'issue de la phase de poules |                        |   |     |                               |                               |                               |
| 9                                        | Cuba                   | 4 | 1–3 | 37                            | 40                            | -3                            |
| 10                                       | République dominicaine | 4 | 0–4 | 35                            | 35                            | 0                             |

|  | Nations qualifiées pour les tournois qualificatifs aux Jeux olympiques de 2024                     |
|  | Nations qualifiées pour les tournois pré-qualificatifs aux Jeux olympiques de 2024, zone Amériques |